# Joanna Bruzdowicz
Joanna Bruzdowicz, née le 17 mai 1943 à Varsovie et morte le 3 novembre 2021 à Taillet, est une compositrice polonaise naturalisée française en 1975, issue du groupe de recherches musicales.

## Biographie
Diplômée de l'université de musique Frédéric-Chopin de Varsovie, elle a été à Paris l'élève de Nadia Boulanger, Olivier Messiaen et Pierre Schaeffer après avoir reçu une bourse « Maurice Ravel » du gouvernement français.
Sollicitée pour composer de nombreuses musiques de films, en particulier par Agnès Varda,, elle crée le département son du groupe de production audiovisuelle Cat. Studios Productions. Elle est également la fondatrice et la directrice du festival de musique classique de Céret.
Mère des cinéastes Jörg Tittel et Jan Tittel[réf. nécessaire], elle était mariée à l'ex-conseiller de la Présidence de la Commission européenne Horst-Jurgen Tittel, décédé en 2017.
Elle meurt le 3 novembre 2021 à Taillet (Pyrénées-Orientales).

## Compositions
Sauf indication contraire, les informations mentionnées dans cette section peuvent être confirmées par la base de données cinématographiques IMDb,  présente dans la section « Liens externes ».
Pour le cinéma, Joanna Bruzdowicz a composé, entre autres, les musiques des films :
- 1980 : Bobo la tête
- 1983 : Tante Blandine, série TV
- 1985 : Sans toit ni loi
- 1985 : Stahlkammer Zürich, série TV
- 1987 : Le Jupon rouge
- 1987 : Kung-fu master
- 1991 : Jacquot de Nantes
- 1997 : Un air si pur...
- 2000 : Les Glaneurs et la Glaneuse
- 2002 : Deux ans après
- 2003 : Le Lion volatil
- 2005 : Les Âmes grises
- 2007 : Testudo (court-métrage)
- 2008 : Les Plages d'Agnès
- 2009 : J'ai oublié de te dire...